# Hans Arp
Hans Peter Wilhem Arp (Estrasburgo, 16 de setembro de 1886 — 7 de junho de 1966) foi um pintor escultor e poeta alemão, naturalizado francês.

## Biografia
Nasceu na Alsácia, ainda sob domínio alemão.
Seu pai era um empresário de origem alemã, dono de uma fábrica de cigarros e a sua mãe era de origem francesa, motivo pelo qual ele, desde muito cedo, falava fluentemente as duas línguas.
Em 1900, inscreveu-se na Escola de Artes e Ofícios em Estrasburgo, onde nunca chegou a ser bom aluno, pois não se interessava pelas matérias curriculares.
Durante o ano de 1901 teve aulas de desenho com Georges Ritleng. Arp, que era um admirador da poesia alemã, em 1903 publicou algumas obras literárias.
Em 1907 inscreveu-se na Academia Julian.
Em 1911, juntamente com Oscar Lüthy e Walter Helbig, foi o fundador do grupo de artistas suíços, designado por Der Moderne Bund. Em 1912 conhece Kandinsky em Munique, e em 1914 dá-se com August Macke e Max Ernst, em Colónia.
Em 1915, durante a Primeira Guerra Mundial, foi viver para Zurique, em virtude de possuir nacionalidade alemã, desertando do serviço militar alemão. Nesse ano casou com Sophie Taeuber, que veio a falecer, em 1943, enquanto ocorria a Segunda Guerra Mundial.
No ano de 1920, Arp participa numa exposição dadaístita, em Colônia, com Baargeld e Max Ernst. Conhece Breton, e colabora em diversas publicações de conteúdo vanguardista, com poemas e collages. Em 1925, Arp junta-se a um grupo de surrealistas saídos do movimento dada, e expõe em Paris.
Em 1926 adquiriu a nacionalidade francesa e passou a usar o nome  Jean Arp.
Versátil na sua obra, a década de 1930 é dedicada a trabalhos na perspectiva da abstração geométrica, collages e grafismos com relevo. Na década seguinte, Arp, sempre em mudança, centra o seu trabalho na escultura.
Em 1959, casou em segundas núpcias com Marguerite Hagenbach.
A sua obra atinge a fama nas décadas de 1950 e 1960, quando expõe em Nova Iorque (1958) e Paris (1962).

## Exposições
- Galeria Berheim-Jeune (Paris)
- Galeria Der Sturm (Berlim)
- Exposição Cavaleiro Azul
- Exposição dadaísta de Colónia (1920)
- Antologia (Nova Iorque) (1958)
- Antologia (Paris) (1962)

## Obras

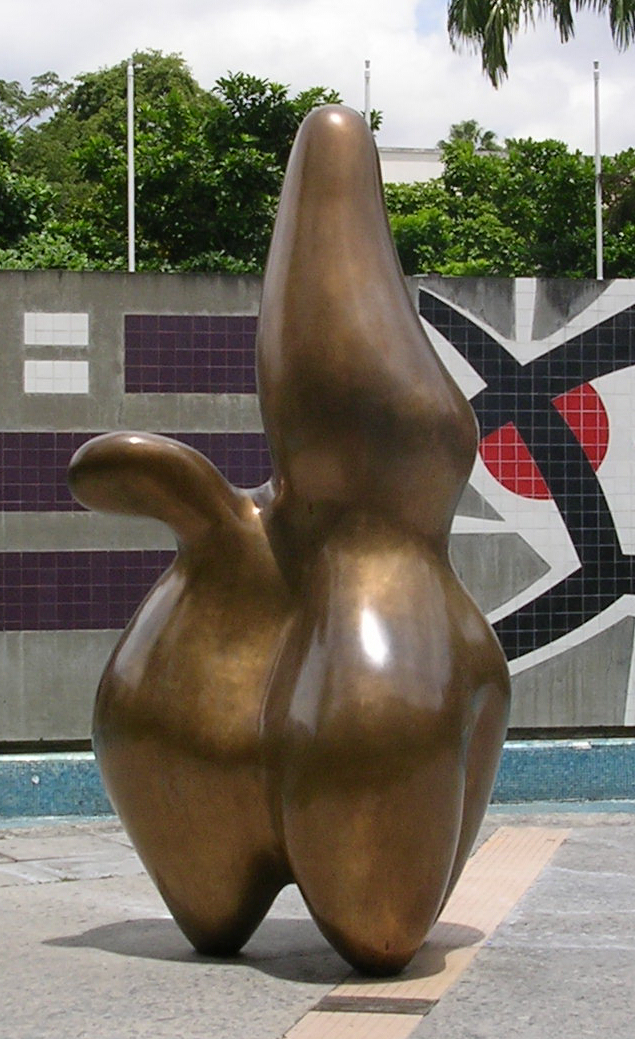
Pastor de Nuvens (1953)

| - 1904 – Auto-retrato (óleo 60 cm x 40 cm) - 1912 – Três Mulheres (óleo sobre tela, 81 cm x 95 cm) - 1914 – Forma (madeira pintada, 120,5 cm x 120,5 cm) - 1915 – Composição Abstracta (collage 24 cm x 20 cm) - 1916 – collage Conforme as Leis do Acaso (collage 26 cm x 12,5 cm) - 1918 – Grande Collage (collage 96 cm x 76 cm) - 1918 – Collage a Dueto (com Sophie Taeuber) (collage 82 cm x 60 cm) - 1917 – Tinta china (34 cm x 26,2 cm) - 1918 – Tinta china (32 cm x 25 cm) - 1917 – Tinta china (34 cm x 26,5 cm) - 1919 – Tinta Sobre Papel de Calco (27,5 cm x 21 cm) - 1919 – Desenho para o Catálogo Dadaista (tinta china 22,4 cm x 19,6 cm) - 1919 – Desenho (tinta china 27 cm x 22 cm) - 1923 – Busto-Figura (cartão recortado 31 cm x 22 cm) - 1925 – Sem Título (óleo 75 cm x 106 cm) - 1936 – Mão-Pé (tinta china 26,8 cm x 20,6 cm) - 1941 – Desenho Com os Dedos (tinta china 26,5 cm x 21 cm) - 1928-1960 – Homem, Bigode e Umbigo (aguarela 64 cm x 63,8 cm) - 1930 – Sem Título (Gouache 30,2 cm x 26 cm) - 1941-1942 – Tinta China (26,5 cm x 20,8 cm) - 1941-1942 – Tinta China (21 cm x 25 cm) - 1949 – Folhas Siamesas (gravura 20,5 cm x 25 cm) - 1955 – Bastidores de Bosque (gouache 50 cm x 32,5 cm) - 1950 – Anteprojecto Para a U.N.E.S.C.O. (gouache 36 cm x 75,5 cm) - 1956 – Collage (49 cm x 14 cm) - 1956 – Constelação de Cinco Formas (litografia retocada a gouache 54,5 cm x 38,4 cm) - 1962 – Boneca (collage 59 cm x 25 cm) - 1963 – Aquarela Interpretada III (61 cm x 21 cm) | - 1962-1965 – Sol Circundado (collage 25,3 cm x 21,3 cm) - 1964 – Collage Boneca ( 37 cm x 17 cm) - 1966 – O Dançarino da Lua (aquarela 36,5 cm x 27 cm) - 1915 – Torso-Umbigo (madeira natural 26 cm x 17 cm) - 1916-1917 – Bosque (madeira pintada 32 cm x 19,5 cm x 7,5 cm) - 1920 – Mala de um Da (madeira pintada 39 cm x 27,5 cm) - 1915 – Composição Abstracta (madeira pintada 74,5 cm x 90,5 cm) - 1916 – Flor-Martelo (madeira pintada 62 cm x 50 cm) - 1918 – Máscara de Pássaro (madeira natural 19 cm x 23 cm) - 1922-1927 – Peitilho e Garfo (madeira pintada 39 cm x 37 cm) - 1924 – Torso com Cabeça de Flor (madeira pintada 87 cm x 72 cm) - 1926 - Garrafas Umbigo (madeira pintada 62,5 cm x 46 cm) - 1927 – Lábios e Espelho de Mão (madeira pintada 58 cm x 100 cm) - 1929 – Constelação de formas Brancas Sobre Fundo Cinzento (madeira pintada 72 cm x 87 cm) - 1938-1939 – Constelação (madeira natural 50,2 cm x 50,2 cm) - 1942 – Tríptico – Três Constelações da Mesma Forma (cada 91 cm x 71 cm) - 1951 – Porta-Infelicidade (madeira pintada 29 cm x 34,5 cm) - 1951-1952 – Constelação (madeira pintada 29 cm x 34,5 cm) - 1949 – Semente de Estrela (madeira pintada 44,5 cm x 62 cm) - 1958 – Coração de Asa Espinhosa (bronze 42 cm x 26 cm) - 1960 – Página de um Livro Floral (cartão 50 cm x 65 cm) - 1960 – Espelho-Eco (madeira pintada 41,5 cm x 31 cm) - 1959 – Floral (madeira pintada e esvaziada 57,5 cm x 48 cm) - 1962 – O Principinho (madeira pintada 57 cm x 20 cm) - 1963 – Herói-Peão (madeira pintada 98 cm x 5 cm) - 1964 – Constelação em Dois Níveis (madeira natural 43,5 cm x 42 cm) - 1965 – Aqntípoda da Moeda II (madeira pintada 33 cm x 42 cm) - 1934 – Papel Rasgado (37 cm x 37 cm) | - 1938 – Desenho Rasgado (37,5 cm x 30 cm) - 1941-1942 – Collage de Grasse (foto rasgada e gouache 34,5 cm x 24, 5 cm) - 1946 – Collage de um Desenho Rasgado de Sophie Taeuber (18 cm x 23 cm) - 1946 – Collage (30 cm x 18 cm) - 1950 – Collage (papéis ragados e gouache 51 cm x 16 cm) - 1954 – Papel Rasgado (fragmentos de uma xilografia de 1920 25,4 cm x 19,4 cm) - 1956 – Chicotada de Luz (com Michel Seuphor) (desenho rasgado 54 cm x 50 cm) - 1927-1928 – Fruto de Uma Mão (madeira pintada 55 cm x 88 cm x 20 cm) - 1935 – Concretização Humana sobre Copo (bronze 47 cm x 74 cm x 45,5 cm) - 1936 – Coroa de Brotes (bronze 52 cm x 42,5 cm x 42 cm) - 1938-1965 – Homenagem a Rodin (gesso 27 cm x 22 cm x 11,5 cm) - 1937-1938 – Sonho de Mocho (gesso 26 cm x 15 cm x 13 cm) - 1938 – Baliza (dueto com Sophie Taeuber) (madeira 60 cm x 25 cm x 36 cm) - 1941-1942 – Grupo Mediterrâneo (bronze 21 cm x 35 cm x 17,5 cm) - 1942 – Geométrico-Ageométrico (bronze 30 cm x 28,5 cm x 16,5 cm) - 1947 – Esqueleto de Pássaro (bronze 108 cm x 57 cm) - 1953 – Ptolomeu I (bronze 103 cm x 53 cm x 43 cm) - 1956 – Vénus de Meudon (bronze 158 cm x 40 cm) - 1960 – Inicial de uma Folha (bronze 147 cm x 165 cm x 21 cm) - 1963 – Torso-Jarrão (mármore 79 cm x 15 cm 9 cm) - 1953 – Pastor de nuvens |